# Ilha Sido
A Ilha Sido, também conhecida como Salseom, é uma ilha na costa de Incheon, Coreia do Sul. Tem uma área de 2,46 km² e em 1999 tinha 238 residentes, que são em grande parte pescadores. A ponte Yeondo-gyo, de 579 m, entre Sido e Sindo, foi completada em 1992. Sido e Sindo são ambas partes de Bukdo myeon, Condado de Ongjin, Cidade Metropolitana de Incheon.
A descoberta de utensílios feitos de concha e barro em escavações na ilha indica a possibilidade da ilha ter sido habitada desde o Neolítico.